# Les Gonds
Les Gonds – miejscowość i gmina we Francji, w regionie Nowa Akwitania, w departamencie Charente-Maritime.
Według danych na rok 1990 gminę zamieszkiwało 1129 osób, a gęstość zaludnienia wynosiła 87 osób/km² (wśród 1467 gmin regionu Poitou-Charentes Les Gonds plasuje się na 265. miejscu pod względem liczby ludności, natomiast pod względem powierzchni na miejscu 680.).